# Conakry
Conakry est la capitale et la plus grande ville de Guinée, située sur l'océan Atlantique.

## Étymologie
Selon une légende, à l’origine, il y avait dans l’île Tombo, non loin de l’actuel port, un fromager géant sous lequel un paysan baga du nom de Cona avait construit sa case. Sa palmeraie produisait le meilleur vin de l’île ; les gens de Kaporo venaient donc boire sous le fromager de Cona. Ils disaient alors : « Je vais chez Cona, sur l’autre rive (nakiri) ». Ainsi, par contraction, le lieu devint Conakry.

## Géographie

### Situation

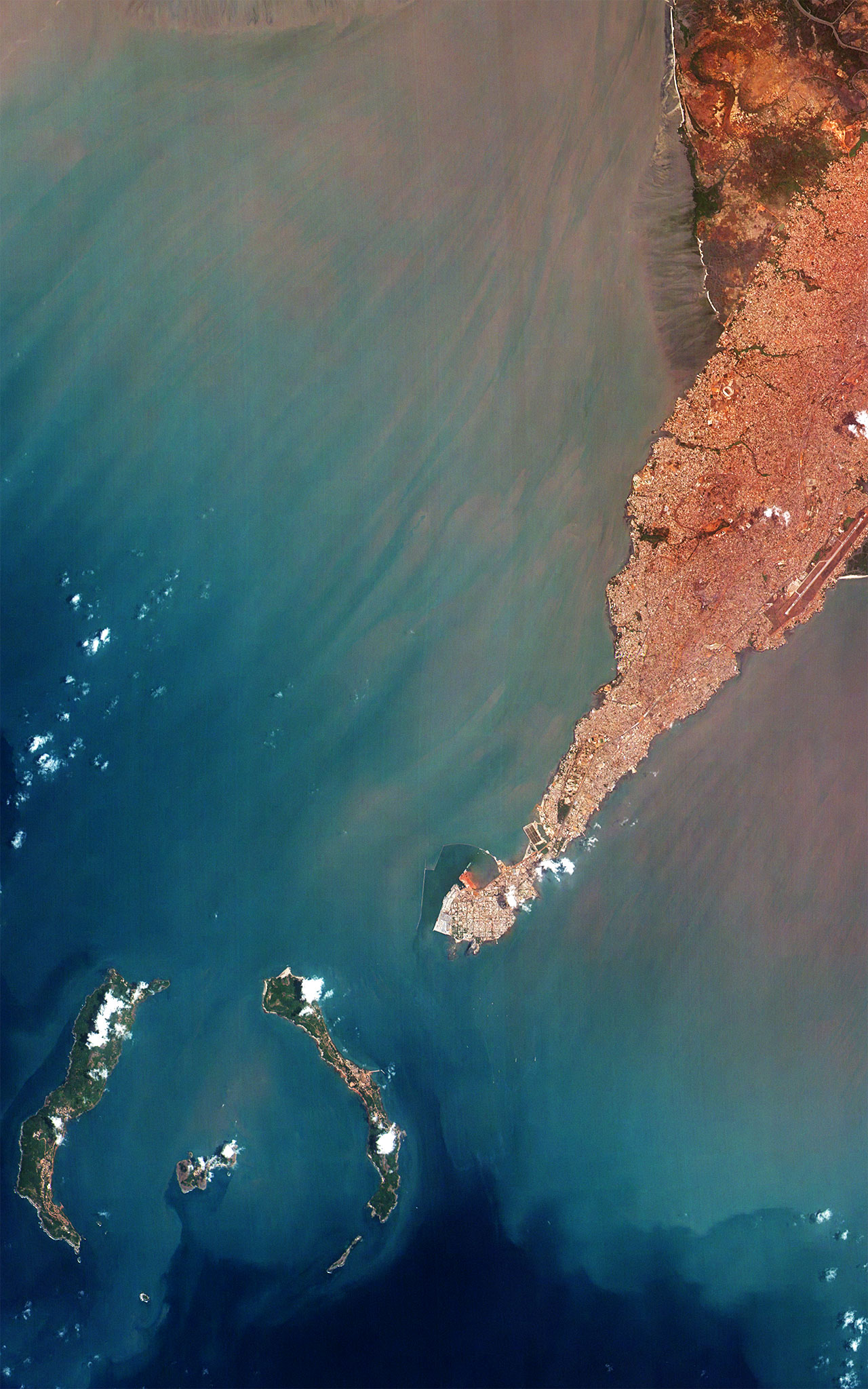
Péninsule de Conakry et îles de Loos en arc de cercle.

Située au sud-ouest de la Guinée, sur la presqu'île de Camayenne, près des îles de Loos, l'agglomération de Conakry s'étend sur la plaine côtière parcourue de petits fleuves qui descendent du Fouta-Djalon. Le territoire de la ville est orienté au nord-est/sud-ouest et se termine par la péninsule de Kaloum et l'île de Tombo.
Tout comme Dakar, Conakry est une ville-péninsule. La presqu'île de Camayenne se présente comme un promontoire rocheux d'une altitude maximum de 146 mètres. Cernée à la fois par la mer et par des forêts de mangroves, sa largeur ne dépasse pas les 6,5 kilomètres. Le sol y est en grande partie latéritique.
Le mont Kakoulima, culminant à 1 011 mètres d'altitude, domine le Nord du paysage.

### Urbanisme
Son centre historique se situe sur l'île de Tombo, mais l'urbanisation s'est depuis longtemps étendue sur le continent, en particulier sur la presqu'île de Kaloum à laquelle elle est reliée par une digue depuis les années 1950.
Conakry est handicapée par des problèmes d'urbanisation et de logement. En effet, la concentration des emplois au bout de la péninsule de Kaloum porte une contrainte forte sur les dynamiques de mobilité. Cela se traduit par des mobilités pendulaires quotidiennes de forte ampleur entre le nord et le sud. Ces mobilités s’effectuent essentiellement par la route, ce qui posent des problèmes de congestion. Ces flux sont amplifiés par les flux de camions assurant le lien entre fret maritime et fret routier au niveau du port. Le gouvernement guinéen a décidé de répondre à cet enjeu de déconcentration des activités en lançant le programme Grand Conakry Vision 2040 pour réaménager la ville jusqu'à Kindia.
La forme typique des bâtiments conakryka est un bâti avec un étage comportant une boutique au rez-de-chaussée et un appartement au premier étage. Les toits sont couverts de tôle ondulée. À l’exception de projets de construction de tours, ou de lotissements planifiés ponctuels, la ville a surtout connu une croissance organique, caractérisée par l’adjonction de chambres ou d’annexes à un bâti existant. L’habitat à Conakry reste caractérisé par une prévalence majoritaire de la précarité.
De nouveaux immeubles de grandes hauteurs apparaissent depuis récemment au sud de l’agglomération. Conakry se caractérisait jusqu’alors par une croissance urbaine en grande partie horizontale. Ces constructions de plus de six étages, répondant aux normes de la ville globale, sont souvent produites par des groupes internationaux, et remplacent des formes plus anciennes d’habitat, comme le village de pêcheurs de Kaporo.
De nouvelles formes urbaines apparaissent aussi afin de répondre aux critères d’habitat d’une nouvelle classe moyenne. Émergent ainsi des habitats “haut standing”, fréquemment séparés de l’espace public par des hauts murs. Le contraste est fort avec des formes plus populaires d’habitats qui autorisent les circulations entre les habitations, et où l’espace interstitiel est considéré comme un espace collectif. En parallèle, des nouveaux lieux privés de divertissement et de consommation sont érigés, comme le centre commercial Prima Center à Kipé.

### Climat
Conakry bénéficie d'un climat tropical. La saison sèche est sous l'influence de l'harmattan de décembre à avril. La saison des pluies est intense et rappelle la mousson.
| Mois                              | jan. | fév. | mars | avril | mai | juin | jui.  | août  | sep. | oct. | nov. | déc. | année |
| --------------------------------- | ---- | ---- | ---- | ----- | --- | ---- | ----- | ----- | ---- | ---- | ---- | ---- | ----- |
| Température minimale moyenne (°C) | 22   | 23   | 23   | 23    | 24  | 23   | 22    | 22    | 23   | 23   | 24   | 23   | 23    |
| Température maximale moyenne (°C) | 31   | 31   | 32   | 32    | 32  | 30   | 28    | 28    | 29   | 31   | 31   | 31   | 31    |
| Record de froid (°C)              | 18   | 17   | 21   | 20    | 19  | 18   | 19    | 20    | 19   | 18   | 21   | 19   | 17    |
| Record de chaleur (°C)            | 34   | 34   | 36   | 35    | 35  | 33   | 32    | 31    | 32   | 33   | 33   | 34   | 36    |
| Précipitations (mm)               | 3    | 3    | 10   | 23    | 158 | 559  | 1 298 | 1 054 | 683  | 371  | 122  | 10   | 4 294 |

## Histoire
Le territoire où se trouve Conakry appartenait au royaume de Dubréka. La région est alors occupée par les Bagas, qui avaient accueilli des Soussous, venus du nord du Mandingue après la destruction de leur capitale sur le Niger en 1236 par Soundjata Keïta. En 1880, Balé Demba, manga (roi) de Dubréka, signe un traité de protectorat avec la France, point de départ de la colonisation de la Guinée. Le 1er février 1885, il cède aux Français un terrain sur l'île de Tombo, près du village de Conakry, 

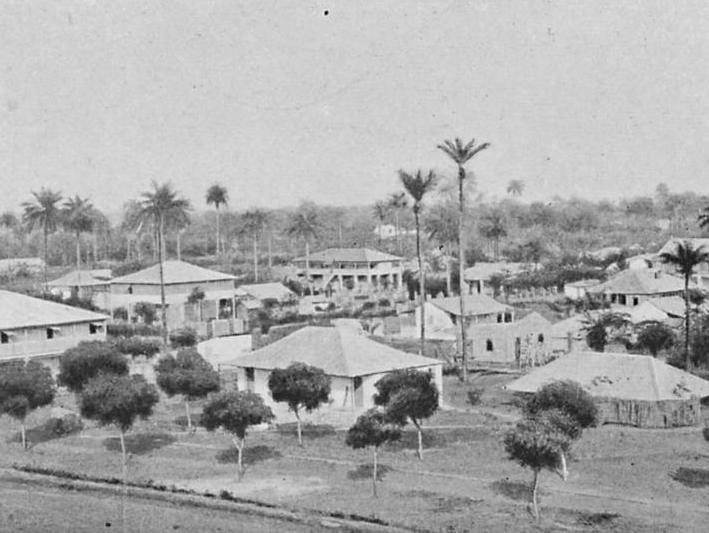
La ville en 1912.

En 1887, les Anglais reconnaissent que l'île de Tombo, abritant les quatre villages de Conakry, Boulbinet, Krutown et Tombo, relève des Français. Pendant la période française, Conakry devient la capitale de la colonie des « Rivières du Sud » en 1889, puis de la « Guinée française et dépendances », colonie autonome placée sous l’autorité du gouvernement général de Dakar. En 1890, l’île de Tombo ne compte encore que 150 habitants.
Sélectionné par les colons français pour sa capacité à accueillir un port en eau profonde, le site a fait l'objet d’un régime de développement extraverti fondé sur l'exploitation des ressources naturelles, notamment minières. La bauxite fut ainsi exploitée dans le périmètre actuel de la ville de Conakry, puis dans des régions plus éloignées.
De 1966 à 1972, l'ancien président ghanéen Kwame Nkrumah y vit en exil et y fonde une maison d'édition.

## Politique et administration
Après une tentative de décentralisation en 1991, Conakry regroupe à partir de 2008 les cinq communes : Kaloum, le centre-ville ; Dixinn, où se trouve l'Université de Conakry et de nombreuses ambassades ; Ratoma, connue pour sa vie nocturne ; Matam ; Matoto, qui héberge l'aéroport ; Kassa avec ses longues plages. Les six communes forment la région de Conakry, l'une des huit régions administratives de Guinée, et elle est dirigée par un gouverneur.
En 2021, Kassa réajuste le nombre de communes à six. En janvier 2024, le CNT approuve le nombre de commune à douze sur proposition du ministère de l'administration du territoire dont Gbessia, Tombolia, Lambagni, Sonfonia, Kagbelen et Sanoyah.
Le Code des collectivités locales, promulgué en 2006, organise le transfert des compétences relatives à la gestion des biens collectifs, ainsi qu’à la production de services publics, au bénéfice des communes.
Cependant, on peut noter une persistance du contrôle a priori du représentant de l’Etat sur certains actes des collectivités, notamment en matière de marchés publics. Ainsi, si “du point de vue quantitatif, les actes les plus nombreux sont dispensés de tout contrôle a priori et sont soumis au principe de l’exécution de plein droit (…) du point de vue qualitatif, des actes déterminants pour la libre administration des collectivités locales (budget, plan, les marchés publics, les engagements financiers de la coopération décentralisée) demeurent encore soumis à l’approbation des autorités de tutelle”.
Les différentes communes de la ville sont divisées en quartiers. Dixinn compte 17 quartiers, Kaloum contient 11 quartiers, Matam contient 20 quartiers, Ratoma contient 19 quartiers, Matoto contient 29 quartiers. Les quartiers sont administrés par des chefs de quartiers. Ceux-ci sont épaulés par le conseil de quartier composé de chefs de secteur. Les secteurs sont les plus petites subdivisions administratives. Les chefs de secteurs sont les intermédiaires entre les habitants du quartier et le chef de quartier.
Le Président Alpha Condé a pu freiner l’installation des Conseils de quartier après les élections communales de 2019.

### Maires et gouverneurs
| Période   | Nom                               | Réf.   |
| --------- | --------------------------------- | ------ |
| 1955–1958 | Sékou Touré                       |        |
| ...       |                                   |        |
| 2006–2007 | Ahmadou Camara                    |        |
| 2007–2008 | Malick Sankhon                    |        |
| 2008–2009 | Soriba Sorel Camara               |        |
| 2009–2010 | Mohamed Diop                      |        |
| 2010–2014 | Sékou « Resko » Camara            |        |
| 2014—2016 | Soriba Sorel Camara               | [ 12 ] |
| 2016—2021 | Mathurin Bangoura                 | [ 13 ] |
| 2021-     | Général de brigade M'Mahawa Sylla | [ 14 ] |

## Population et société

### Démographie
La ville de Conakry connaît une croissance démographique rapide. En 1958, elle compte 50 000 habitants ; en 1980, 600 000 ; en 1983, 705 300 ; en 1996, 1 092 936 ; en 2008, 1 857 153 et en 2009 2 160 000 (soit une hausse moyenne annuelle de 4,52 % sur la période de 12 ans 1996-2008).
Depuis 1958, l'évolution démographique de Conakry a été :
| 1958   | 1980    | 1983    | 1996      |
| ------ | ------- | ------- | --------- |
| 50 000 | 600 000 | 705 300 | 1 092 936 |

| 2008      | 2009      | 2023      | 2024      |
| --------- | --------- | --------- | --------- |
| 1 857 153 | 2 160 000 | 2 111 000 | 2.178.600 |

| Histogramme de l'évolution démographique de Conakry |           |
| \| 1958 \| 50 000 \| \| 1980 \| 600 000 \| \| 1983 \| 705 300 \| \| 1996 \| 1 092 936 \| \| 2008 \| 1 857 153 \| \| 2009 \| 2 160 000 \| \| 2023 \| 2 111 000 \| |           |
| 1958 | 50 000    |
| 1980 | 600 000   |
| 1983 | 705 300   |
| 1996 | 1 092 936 |
| 2008 | 1 857 153 |
| 2009 | 2 160 000 |
| 2023 | 2 111 000 |

Conakry est en territoire soussou, population de pêcheurs, dépositaire d'un riche folklore. Les visiteurs sont frappés par le caractère monumental et la grandeur de l'art Baga. Sa principale divinité est « Mba » ou « Nimba » la déesse de la fécondité et de l'abondance. Son masque est promené à l'occasion des cultures (semailles et récoltes). Il est un buste taillé dans un bois massif, avec des macules plates et allongées. Sa coiffure tressée et dominée par un cimier médian surplombant un nez aquilin. Malgré l'influence du christianisme et de l'islam, cause profonde de la mutation de son art, le peuple « soussou » reste fidèle à sa culture et le masque est au centre des manifestations rituelles de la forêt sacrée.

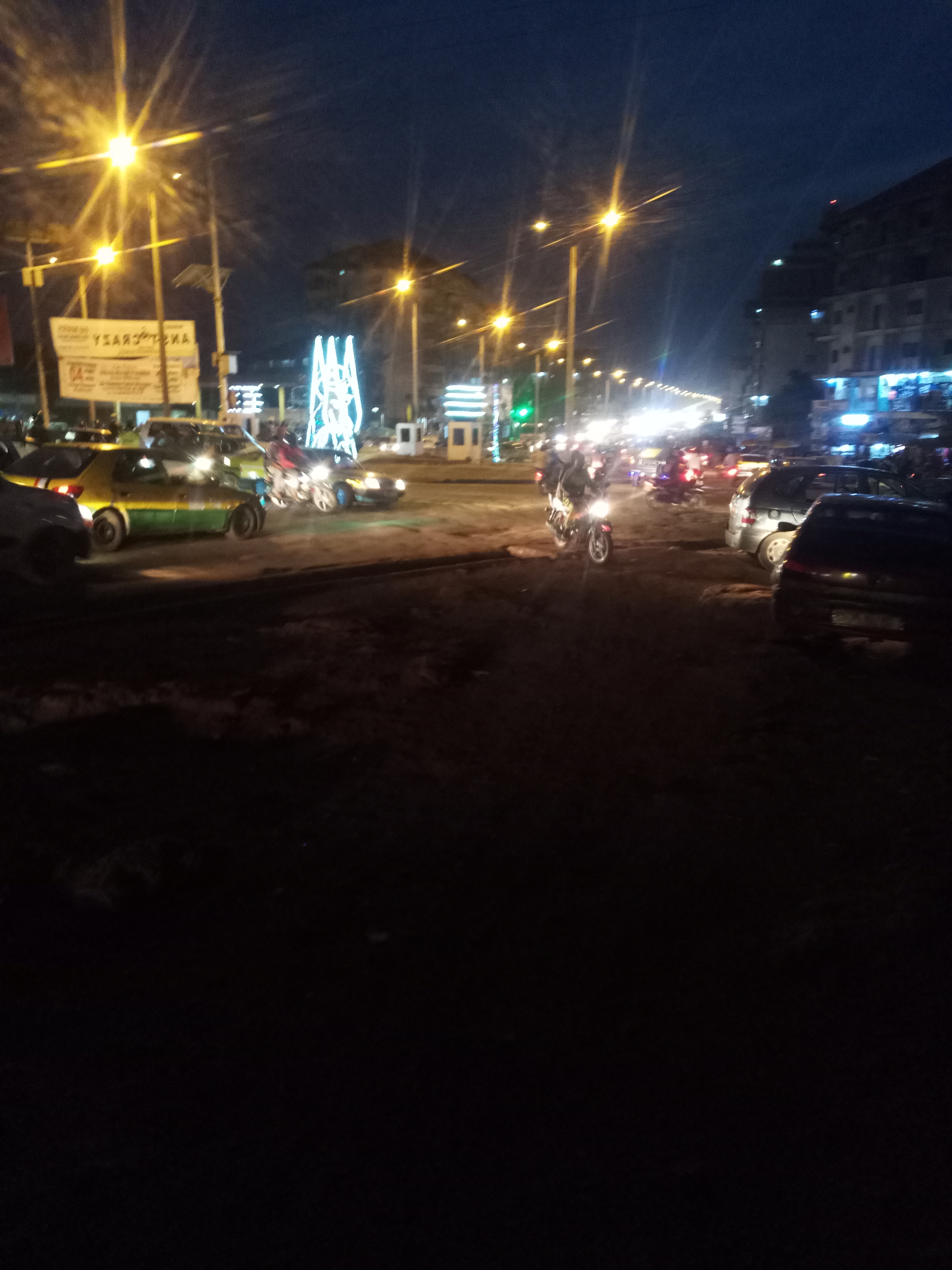
Rond-point de Bambéto la nuit.

La population peule, elle, est majoritaire dans la banlieue, notamment dans les quartiers populaires de Hamdallaye, Bambéto, Cosa, ainsi que dans les communes de Matoto et de Dixinn. Ses membres tiennent le commerce et dominent largement l'import-export, ainsi que le grand marché de Madina : c'est ce qui justifie d'ailleurs l'usage prépondérant du poular dans le négoce.
L'augmentation peut s'expliquer, en partie, par l’immigration en provenance des pays voisins. De nombreux Libériens et Sierra Léonais sont venus en Guinée avec le statut de réfugié politique dans les années 1990. Lors de la crise de 2002 et la crise post-électorale de 2010, la Guinée a connu un fort afflux de migrants ivoiriens.
Toutefois, depuis ces dernières années, le taux d'immigration à fortement diminué. En 2019, 1500 migrants s’installent à Conakry.
Selon le recensement de 2014, 89 % de ces personnes nées à l’étrangers proviennent d’un des pays de la Communauté économique des États d'Afrique de l'Ouest (CEDEAO). Ces personnes proviennent principalement de Côte d’Ivoire, de la Sierra Leone puis du Sénégal.

### Langues

#### Français
En 2014, 42,1 % des habitants de Conakry de 15 ans et plus savent lire et écrire le français tandis que 43,6 % savent le parler et le comprendre.

#### Autres langues
À Conakry comme dans le reste de la Guinée prévaut une grande diversité de langues, en plus du français, dont les plus importantes étaient reconnues et enseignées durant la Première République : le soussou, le poular, le malinké et le kpelle.
Une grande partie de l'élite, instruite et cultivée, sait parler l'anglais, surtout pour faire du commerce, ou communiquer avec les pays africains anglophones. La chambre de commerce de Conakry encourage l'apprentissage de cette langue, ainsi que le gouvernement guinéen. A Conakry, l'anglais est surtout parlé par des ressortissants libériens, nigérians, ou de Sierra Leone, présents en cette ville.

## Éducation supérieure
Comme d'autres, le secteur de l'éducation doit faire face à l'explosion démographique de la capitale, une croissance qui, pour les plus favorisés, fait parfois la part belle à l'enseignement privé et le nombre pléthorique dans le public :
- l’université Gamal Abdel Nasser de Conakry ;
- l’université Général Lansana Conté ;
- l’université Kofi-Annan de Guinée.

Ces universités proposent des masters en ingénierie, en gestion et en sciences politiques. Cependant, les jeunes Guinéens préfèrent encore se former à l’étranger, notamment en France, et, depuis récemment, au Maroc ou au Sénégal.

## Sports

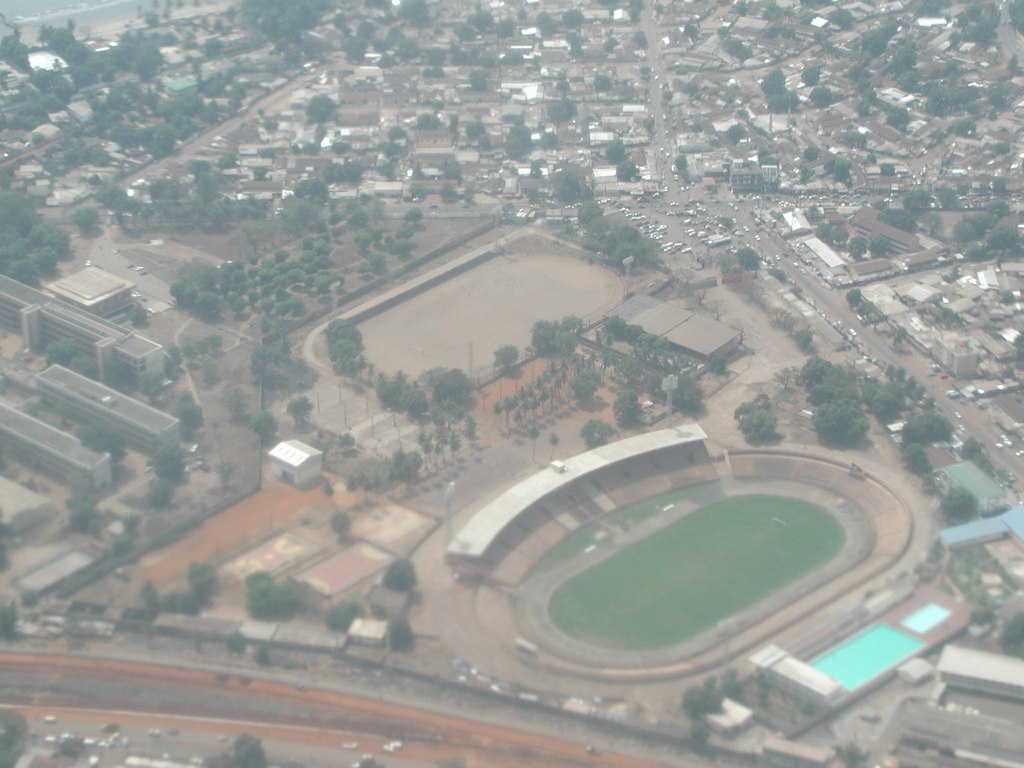
Stade du 28 Septembre.

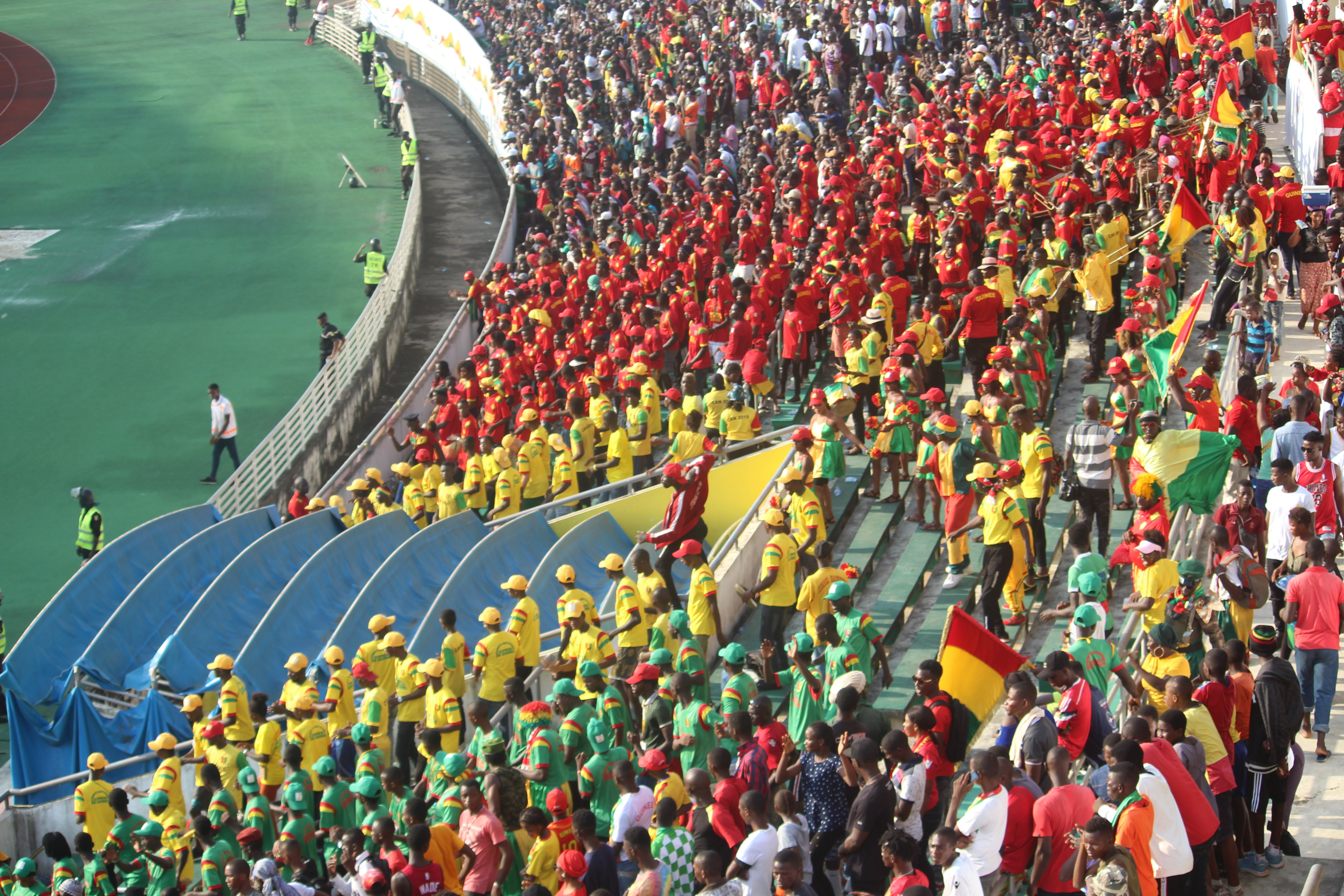
Inauguration du Stade Général Lansana Conté de Nongo.

Conakry compte beaucoup de clubs de football qui jouent dans l'élite comme Horoya AC, Hafia FC, l'AS Kaloum ou l'Atlético de Coléah.
Conakry dispose aussi des installations sportives les plus importantes du pays comme le stade du 28 Septembre, le stade Général Lansana Conté qui peut accueillir des matchs de football et de l'athlétisme, le stade de la Mission qui accueille seulement des matchs de football.
Mais les quartiers de Conakry sont en manque d'infrastructures sportives, les jeunes jouent en tranche d'âge dans les rues de la banlieue.

## Santé

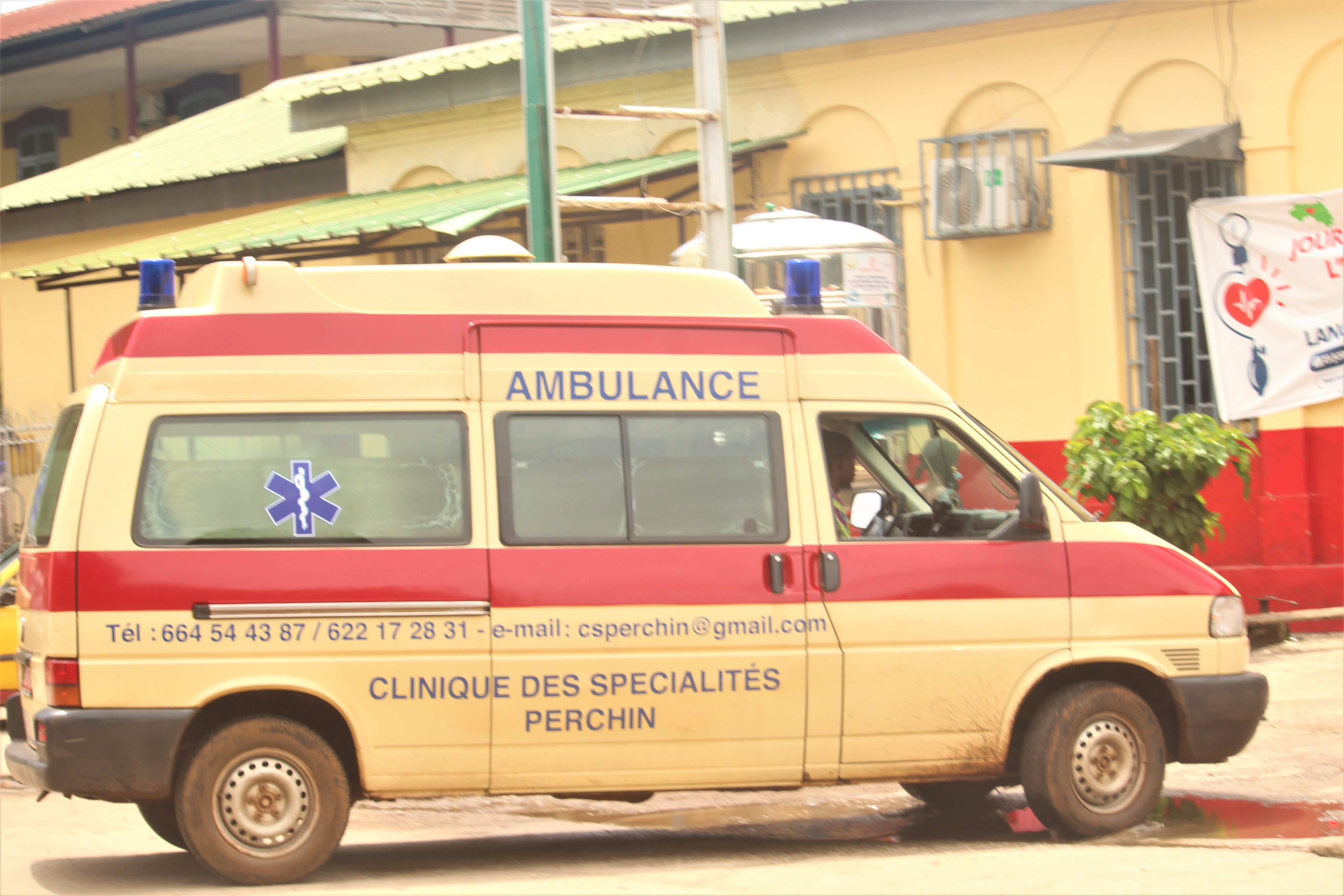
Ambulance devant l'hôpital Ignace Deen.

La capitale habite les plus grandes hôpitaux de la Guinée notamment Hôpital Ignace Deen, Hôpital Donka, Hôpital Sino-Guinéen.

## Économie
Le statut de capitale de Conakry lui confère une activité administrative importante, mais sa place dans les communications et l'économie en général est centrale. Elle occupe une grande place dans l'économie guinéenne notamment grâce au port de Conakry (PAC). Un habitant moyen gagne en 2009 environ 600 000 francs guinéens mensuels, soit 65 euros. La ville abrite de nombreuses usines Coca-cola (boissons), Topaz (peinture et plastique), Ciment de Guinée, Diamond Cement (cimenteries), Coyah eau minérale, Savonnerie Diama, Toguna Industrie (engrais). Depuis 2006, de nombreuses compagnies de télécommunication se sont implantés comme MTN, Orange, Intercel, Sotelgui et Cellcom. Le secteur bancaire s'est aussi développé ces dernières années avec notamment la Société générale, Ecobank, BICIGUI et la Banque islamique.

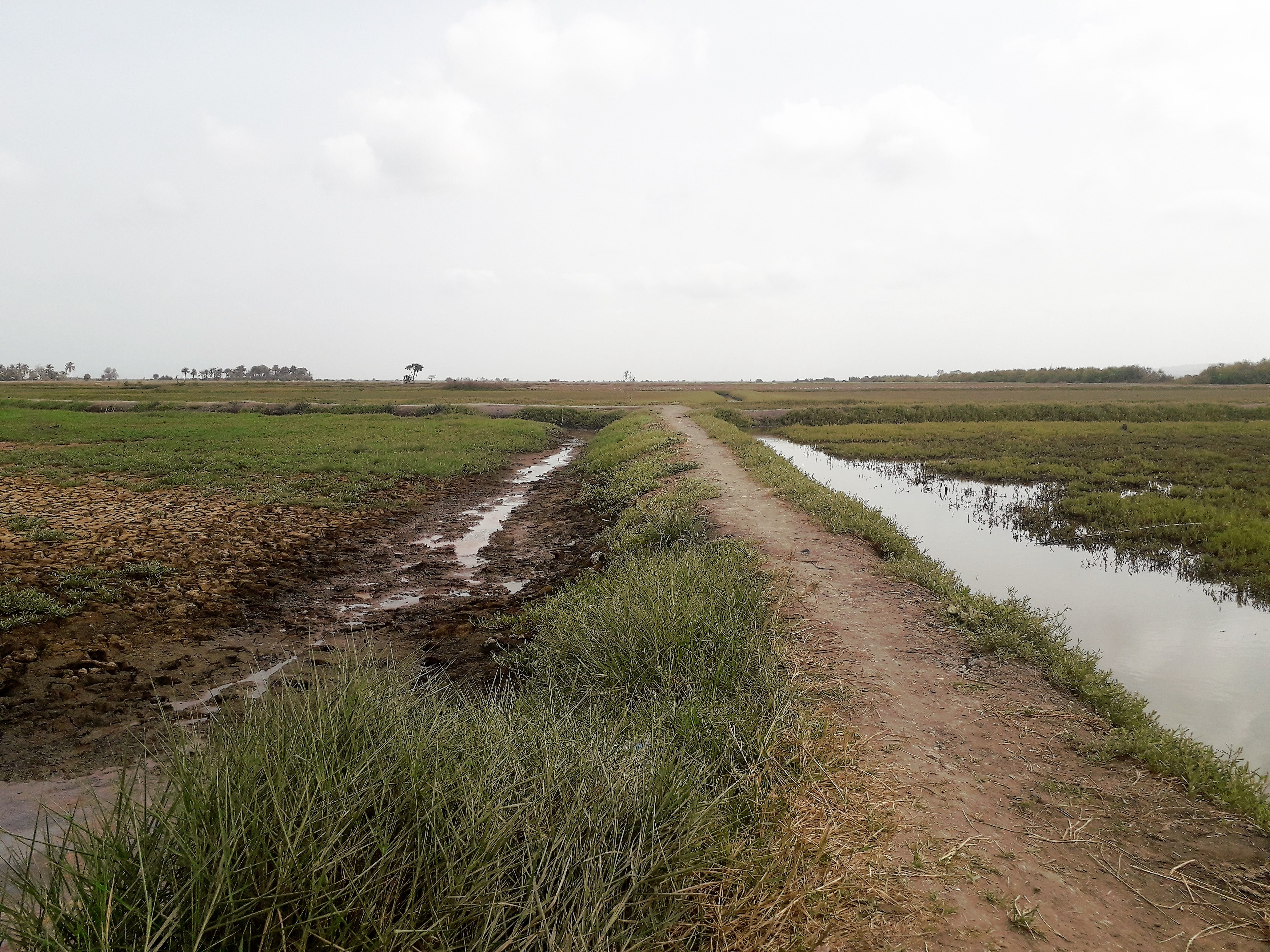
Paysage près de Tayaki.

Les mangroves entourant la ville forment un paysage-ressource aménagé, notamment à l’Ouest est au Nord-Est de la ville, afin de permettre l’agriculture, notamment la riziculture, l’exploitation du bois, et la saliculture. Ainsi, c’est l’ethnie Baga qui récolte historiquement le “Bora Malé”, le riz de mangrove en soussou, selon la technique de la riziculture pluviale.
8,5% des Conakrycas pratiquent l'agriculture dans les bas-fonds et les mangroves défrichées situées autour de la ville. Ils pratiquent le maraîchage lors de la saison sèche et la riziculture lors de la saison des pluies. Cependant, l’extension de la tache urbaine menace ces territoires consacrés à l’agriculture. A la fin des années 1990, les zones agricoles à Conakry ne permettaient pas d’atteindre l’autonomie alimentaire.

## Culture

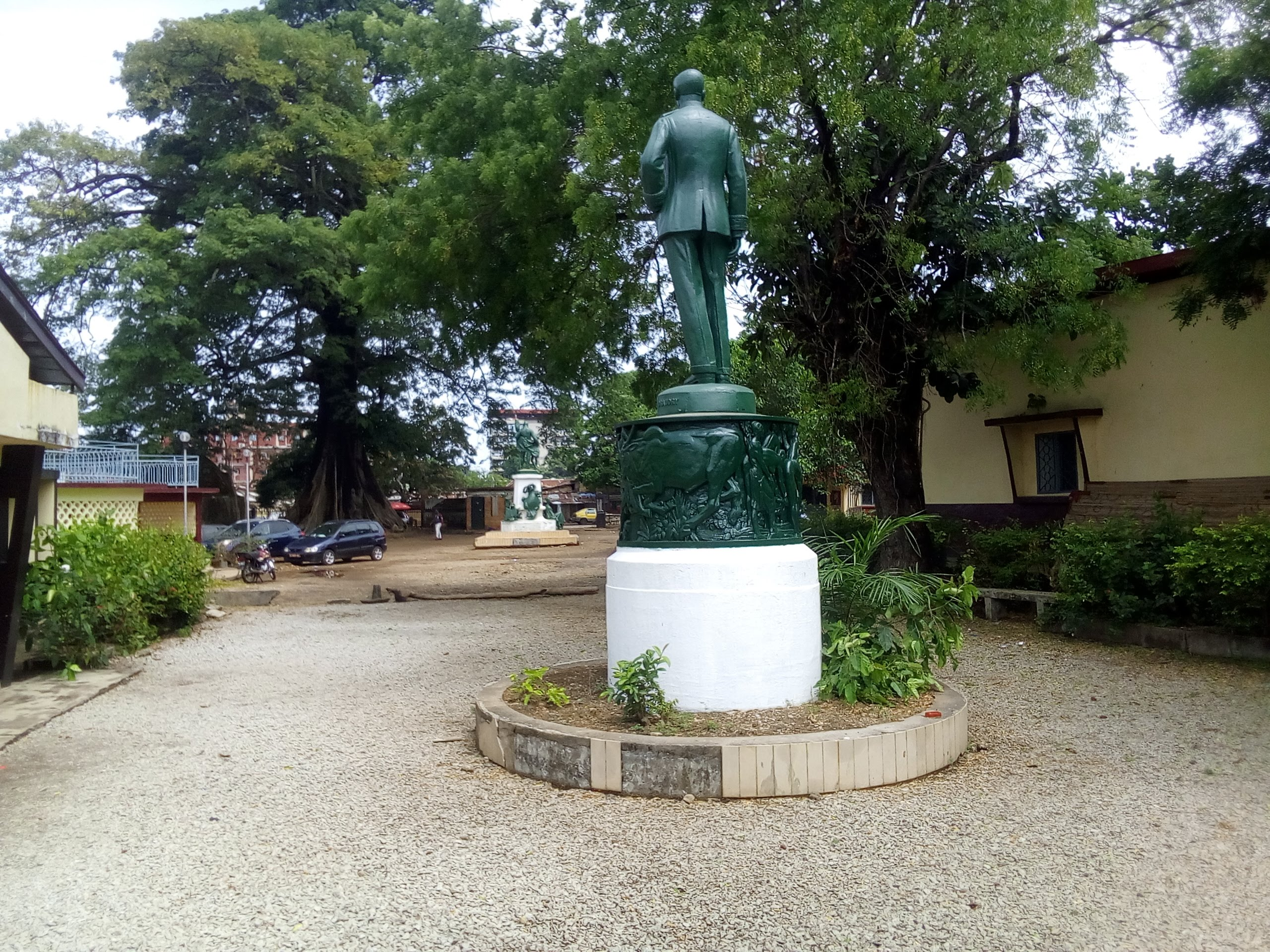
Cour intérieure au Musée national de Sandervalia.

- Le Musée national de Sandervalia (1960), avec des collections archéologiques et ethnographiques
- Le Jardin botanique de Conakry (1894)
- La Bibliothèque nationale de Guinée
- Les Archives nationales de Guinée

### Événements culturels
La ville fut Capitale mondiale du livre 2017, événement culturel organisé par l'UNESCO, du 23 avril 2017 au 22 avril 2018. Elle est la troisième ville africaine à avoir accueilli cet événement.

## Jumelages
La ville de Conakry est jumelée avec :
| Ville | Ville     | Pays | Pays         | Période     |
| ----- | --------- | ---- | ------------ | ----------- |
|       | Cleveland |      | États-Unis   | depuis 1991 |
|       | Dakar     |      | Sénégal      |             |
|       | Freetown  |      | Sierra Leone |             |

## Architecture et paysage urbain

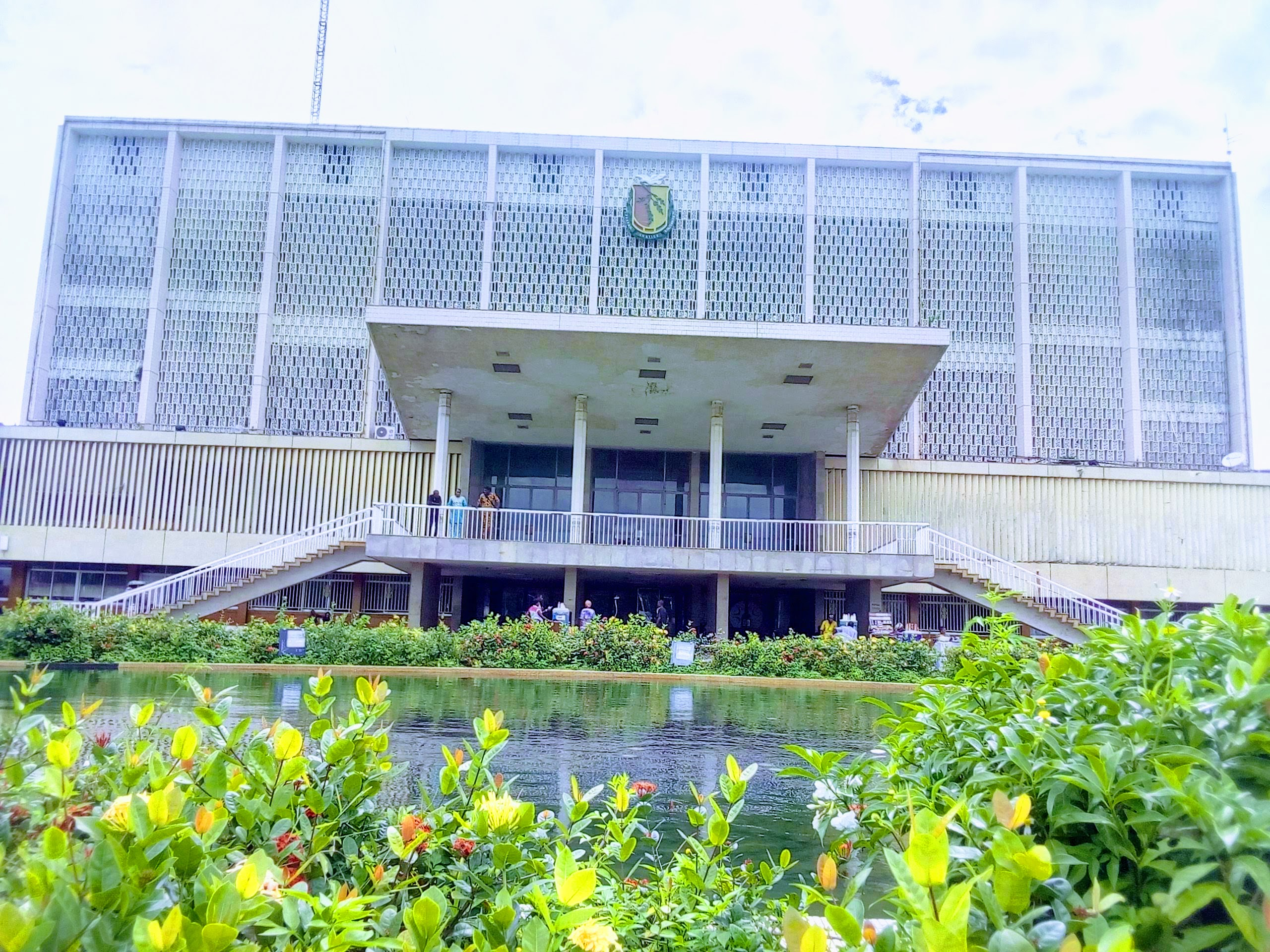
Palais du Peuple

- Le Palais du peuple (1967) est construit par les Chinois. Salle de spectacle et lieu de nombreux événements politiques.
- Le Palais des nations (1978) et 50 luxueuses villas de style mauresque sont construites pour accueillir une réunion de l'Organisation de l'unité africaine (OUA), au coût de 62 millions de US$. Aujourd'hui, ce sont les dignitaires du régime, les organisations internationales et les assistants techniques qui occupent les villas. La mort du Président Sékou Touré cause l'annulation de la réunion de l'OUA. En 1996, le Palais est la cible de militaires mutins et bombardé à l'arme lourde, incendié et pillé. Aujourd'hui, il est l'objet actuellement d'une reconstruction par le professeur Alpha Condé.
- Le palais des nations appelé palais Mohamed V est la fierté des Guinéens
- la maison du Jardin Camayenne avec sa galerie tournante et son escalier en colimaçon en fer forgé et le Mausolée Camayenne, où les grandes personnalités guinéennes sont inhumées, dont Sékou Touré
- la Direction nationale des douanes (à l'entrée du port de Conakry, restauré en 1992, incendié en partie en 1996),
- la Gare centrale de Conakry (1903)
- le monument du 22 novembre 1970

## Lieux de culte
Parmi les lieux de culte, il y a principalement des mosquées musulmanes. Il y a aussi des églises et des temples chrétiens : Archidiocèse de Conakry (Église catholique), Église Protestante Évangélique de Guinée (Union mondiale de l'Alliance), Assemblées de Dieu.

## Transports

### Transport aérien
La ville est reliée par le transport aérien avec l'aéroport international de Conakry, ou « Ahmed Sekou Toure International Airport » (code IATA : CKY • code OACI : GUCY). Il est aussi la base de la nouvelle compagnie guinéenne Guinea Airlines. L'aéroport se trouve à 13 km au nord-est du centre-ville.

### Transport ferroviaire
Le Conakry Express est le train urbain de Conakry, la capitale de la Guinée.
Il relie Kagbélen à Kaloum. Il dessert notamment le marché de Madina. Il est le fruit de la coopération entre la Guinée et la Chine. Il circule depuis 2010.

### Transport maritime

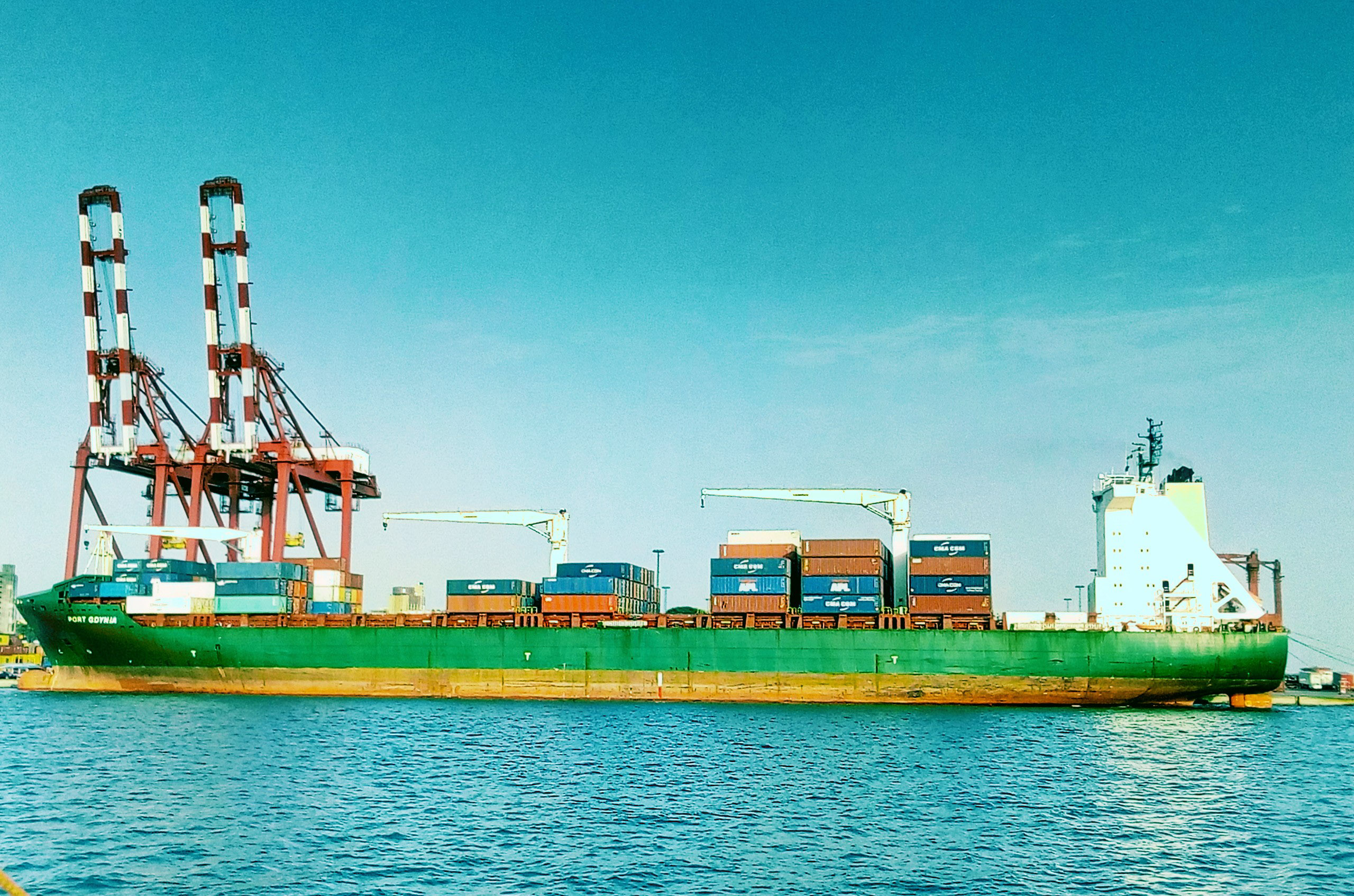
Port de Conakry

Le port de Conakry est un port à conteneur, situé à Kaloum.Il est plus grand port de la Guinée.
Le port autonome de Conakry (PAC) est spécialisé dans l’import de produits alimentaires, industriels et énergétiques, et dans l’export de produits miniers. En 2018, le PAC importait 6.712.783 tonnes de produits. Soit 29 % de produits divers, 25 % de clinker (produit de ciment) et 12 % de riz.

## Personnalités liées à la ville
- Abdoul Salam Sow, sportif
- Ahmed Sékou Touré, président de la république (1958-1984)
- Aïssatou Boiro (1954-2012), directrice du Trésor public
- Alpha Condé, Président de la République
- Aminata Touré (1952-2022), femme politique guinéenne
- Camara Laye (1928-1980), écrivain
- Cellou Dalein Diallo, homme politique
- Circus Baobab, troupe de cirque itinérante
- Djeli Moussa Diawara, chanteur et musicien
- Djenabou Diallo-Hartmann (1985- ) femme politique allemand, d'origine guinéenne.
- Djibril Tamsir Niane (1932-2021), écrivain et historien
- Fodé Mansaré, sportif
- Halimatou Diallo (1996-), mannequin guinéenne
- Ibrahima Camará, footballeur international, y est né le 25 janvier 1999
- Isabelle Kolkol Loua, productrice et réalisatrice de cinéma guinéenne
- Ismaël Bangoura, sportif
- Jean Suret-Canale (1921-2007), africaniste
- Joseph Tardieu (1889-1941), résistant français, Compagnon de la Libération
- Katoucha Niane (1960-2008), mannequin
- Kerfalla Person Camara, entrepreneur
- Lansana Conté (1934-2008), ancien président de la République
- Lord Kemy, chanteur
- Luv Resval (1998-2022), rappeur français
- Lyricson, chanteur
- Mafèring Camara (1979- ) journaliste guinéenne
- Makhoudia Sène, syndicaliste guinéen
- Mathias Pogba, footballeur du Lorca FC
- Michel Ocelot, réalisateur
- Moh Kouyaté, musicien
- Mory Kanté, chanteur et musicien
- Moussa Dadis Camara, militaire
- N'Faly Kouyaté, chanteur et musicien
- Naby Keita, footballeur du Liverpool FC
- Pascal Feindouno, sportif
- Roger Lanzac (1920-1996), animateur de télévision
- Sékouba Bambino, chanteur et musicien
- Souleymane Youla, sportif
- Takana Zion, chanteur
- Aboubacar Sidiki Camara, sportif
- William Baldé, chanteur
- Williams Sassine (1944-1997), écrivain